# Sollevamento pesi ai Giochi della XXVIII Olimpiade - +75 kg femminile

## Risultati
| Pos | Atleta                 | Nazione       | Strappo (kg) | Slancio (kg) | Totale (kg) |
| --- | ---------------------- | ------------- | ------------ | ------------ | ----------- |
| 1   | Tang Gonghong          | Cina          | 122.5        | 182.5        | 305.0       |
| 2   | Jang Mi-ran            | Corea del Sud | 130.0        | 172.5        | 302.5       |
| 3   | Agata Wróbel           | Polonia       | 130.0        | 160.0        | 290.0       |
| 4   | Viktória Varga         | Ungheria      | 127.5        | 155.0        | 282.5       |
| 5   | Viktorija Šajmardanova | Ucraina       | 130.0        | 150.0        | 280.0       |
| 6   | Cheryl Haworth         | Stati Uniti   | 125.0        | 155.0        | 280.0       |
| 7   | Ol'ha Korobka          | Ucraina       | 125.0        | 155.0        | 280.0       |
| 8   | Vasilikī Kasapī        | Grecia        | 125.0        | 152.5        | 277.5       |
| 9   | Carmenza Delgado       | Colombia      | 120.0        | 150.0        | 270.0       |
| 10  | Manuela Rejas          | Perù          | 95.0         | 125.0        | 220.0       |
| 11  | Reanna Solomon         | Nauru         | 95.0         | 125.0        | 220.0       |
| 12  | Ivy Shaw               | Figi          | 85.0         | 100.0        | 185.0       |